# Čkalovskaja (metropolitana di Nižnij Novgorod)
Čkalovskaja (in russo:Чкаловская) è una stazione della Linea Avtozavodskaja, la linea 1 della Metropolitana di Nižnij Novgorod. È stata inaugurata il 20 novembre 1985.